# Бодзентын
Бодзентын (пол. Bodzentyn)  —  город  в Польше, входит в Свентокшиское воеводство,  Келецкий повят.  Имеет статус городско-сельской гмины. Занимает площадь 8,65 км². Население — 2271 человек (на 2004 год).

## Уроженцы
В 1833 г. здесь родился известный польский пейзажист Юзеф Шерментовский. 

## Фотографии
- Руины замка